# Манґуш (хан)
Манґуш (Манкуш) (*д/н —бл. 1228) — половецький хан.

## Життєпис
Походив з роду Тертер-оба. Був сином впливового хана Котяна. Манґуш належав до молодих ханів. Про нього відомого переважно з легенди, відповідно до якої Манґуш полював із соколом у степу, де зустрів хана Аккубуля з племені донецьких половців Токс-оба (можливо, Аккубуль — половецьке ім'я Юрія Кончаковича), що був ворогом роду Тертер-оба. У сутичці Манґуш загинув, що призвело до війни його батька Котяна проти роду Аккубуля.
Згадка в мусульманського автора XIV ст. Ан-Нувайрі:

| Сталось (одного дня), що муж з племені Дурут на ймення Манґуш, син Котяна, пішов на полювання. Зустрів його муж з племені Токс-оба на ймення Аккубуль - а між цими племенами було давнє суперництво - і взяв його в полон та убив його. Батько Манґуша та його люди не мали вістей від Манґуша, та послали мужа на ймення Джамґар (чи Джаланґар) знайти його. Той повернувся і приніс їм новину про вбивство його [Манґуша]. Тоді батько його зібрав людей своїх та плем'я своє і пішов на Аккубуля. Коли той дізнався про похід на нього, то зібрав людей свого племені та зібрався на битву з ними [дутур]. Вони зустрілись та воювали. Перемогу здобуло плем'я дурут. Аккубуль був поранений, а військо його розійшлося. Тоді він відправив свого брата Ансара до Джучіхана, сина Чингісхана, якого Уґедей, що в той час сидів на чингісхановому троні, відправив до північних країв. Той [Ансар] поскаржився йому [Джучі] на те, що зробили кипчаки з племені дурут з його народом, і сказав йому, що якщо він [Джучі] піде на них, то не зустрне жодних противників, крім дурут. Тоді він [Джучі] пішов на них зі своїм військом, напав на них та більшість з них побив та взяв в полон. |